# Фарини, Луиджи Карло
Луиджи Карло Фарини (итал. Luigi Carlo Farini; 22 октября 1812, Русси, Равенна — 1 августа 1866, Quarto dei Mille) — итальянский врач, журналист, писатель, политик, государственный деятель, в течение полугода возглавлял кабинет министров Италии.

## Биография
Луиджи Карло Фарини получив медицинское образование, занимался врачебной практикой в различных городах Романьи.
В 1844 году вынужден был покинуть родину, спасаясь от преследований папской полиции.
В 1847 году вернулся на основании амнистии, объявленной Папой римским Пием IX, и в том же году получил пост товарища министра внутренних дел.
В марте 1848 года, с провозглашением Конституции Италии был выбран депутатом в римский парламент. После убиения Росси Ф., не желавший служить республике, отказался от должности, но не мог ужиться в Риме и при господстве реакции и уехал в Турин, где усердно сотрудничал в Кавуровском «Risorgimento». Некоторое время издавал также сатирический листок «La Frusta». Написал большое исследование «Storia dello stato romano dall'anno 1814 al 1850» (Флоренция, 1850; очень враждебно революционерам), за которым последовал «Storia d'Italia dall'anno 1814 la 1850» (1850; 2 изд. Милан, 1864).
Избранный в сардинскую палату депутатов, он явился там одним из выдающихся сторонников Камилло Бензо ди Кавура. В том же направлении вел он основанную им (1854) газету «Il Piemonte».
В 1851—1852 годах был министром народного просвещения в кабинете Азеглио, но вышел в отставку вместе с Кавуром.
В 1859 году был послан в Среднюю Италию в качестве сардинского уполномоченного. Население Модены, потом Пармы и Романьи признало его диктатором.
Ведя при помощи умеренных элементов упорную борьбу с Джузеппе Гарибальди, он провел в марте 1860 года присоединение этих стран к Итальянскому королевству и объединил их в провинцию Эмилию. Его главным помощником в этом деле был Фанти.
С июля по октябрь 1860 года Фарини был министром внутренних дел в кабмине Кавура, затем по январь 1861 года королевским наместником в Неаполе, где был в постоянном антагонизме с Гарибальди.
В декабре 1862 года, после падения кабинета министров Урбано Раттацци, он сформировал кабинет из чистых кавурианцев, но уже в марте 1863 года должен был выйти в отставку вследствие сильного нервного расстройства, вскоре перешедшего в неизлечимую душевную болезнь.
В 1878 году в Равенне скульптором Э. Пацци был воздвигнут в его честь памятник.
Луиджи Карло Фарини скончался 1 августа 1866 года в Quarto dei Mille.